# Parachauliodes japonicus
Parachauliodes japonicus is een insect uit de familie Corydalidae, die tot de orde grootvleugeligen (Megaloptera) behoort. De soort komt voor in Japan en Taiwan.